# Antonín Hölperl
Antonín Hölperl (2. června 1820 Horní Slavkov – 2. září 1888 Praha) byl český malíř figuralista a portrétista.

## Život
Narodil se v hornoslavkovském domě čp. 317 jako syn obuvnického mistra Josefa Hölperla  a jeho manželky Kateřiny
Vyučil se malířem porcelánu v nejstarší české porcelánce v Horním Slavkově v období její velké konjunktury.
O jeho dalším studiu zatím nebylo nic publikováno. Pravděpodobně studoval filozofii u prof. Dr. Konstantina rytíře von Löfflera, protože se 13. ledna 1878 s ostatními žáky zúčastnil oslav jeho jubilea a svého profesora "překvapil jeho portrétem".
Roku 1850 se přihlásil k pobytu v Praze a 29. května téhož roku dostal povolení k jednoroční cestě do Vídně.  Bydlel na Novém Městě pražském, převážnou dobu v domě čp. 1394/II v Senovážné ulici 8a, zůstal svobodný a žil sám. V příručce adres a živností města Prahy z roku 1876 byl evidován jako portrétista.

## Dílo (výběr)
- Portrét pražského kamnáře a keramika Václava Jana Sommerschuha, olej na plátně, Praha 1853
- Slovenský prodavač skla, olej na kartonu, nedatováno
- Pouliční muzikanti, olej na plátně, 1863
- Portrét vládního rady a profesora Dr. Konstantina rytíře Löfflera, 1878

## Galerie

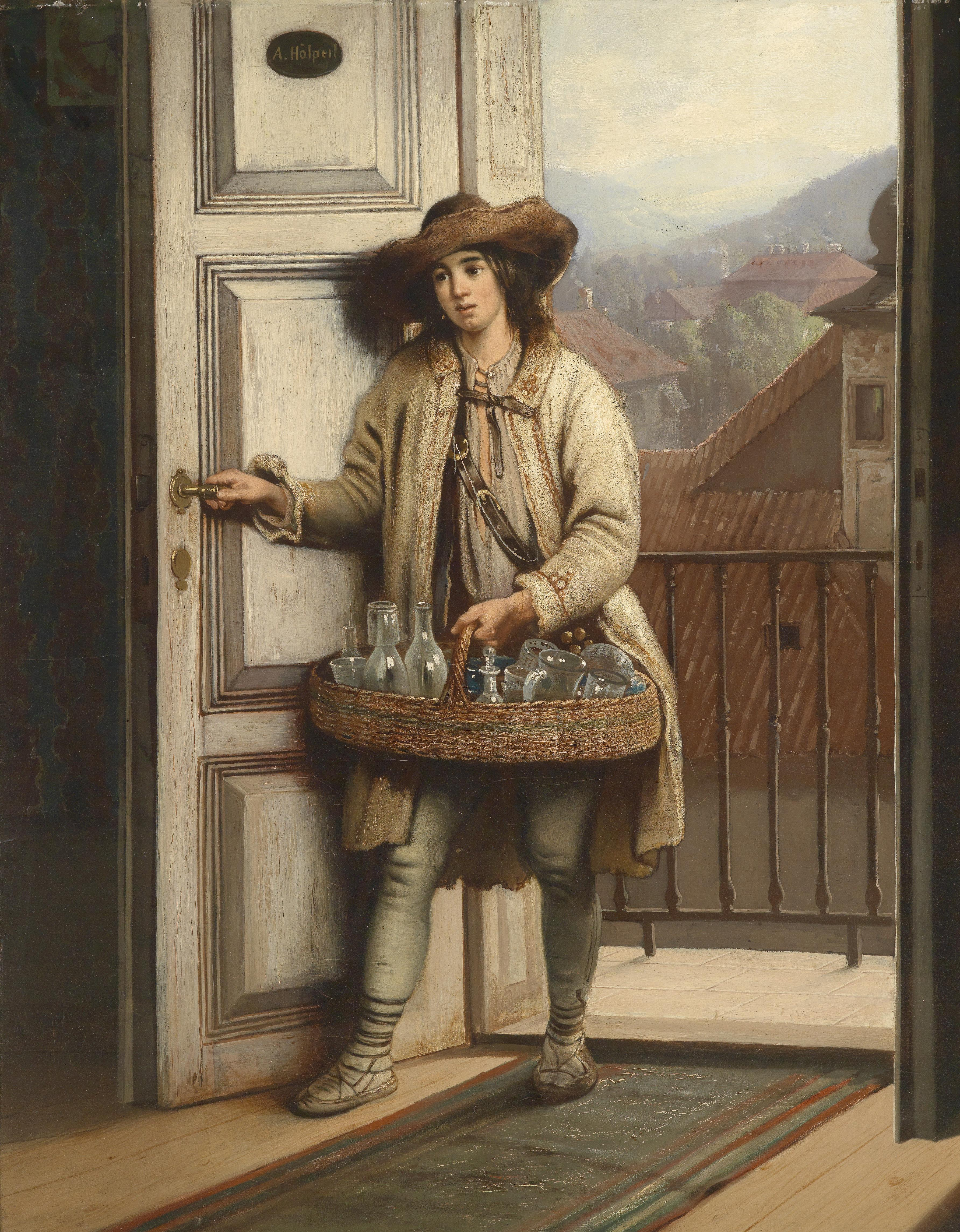
Slovenský prodavač skla
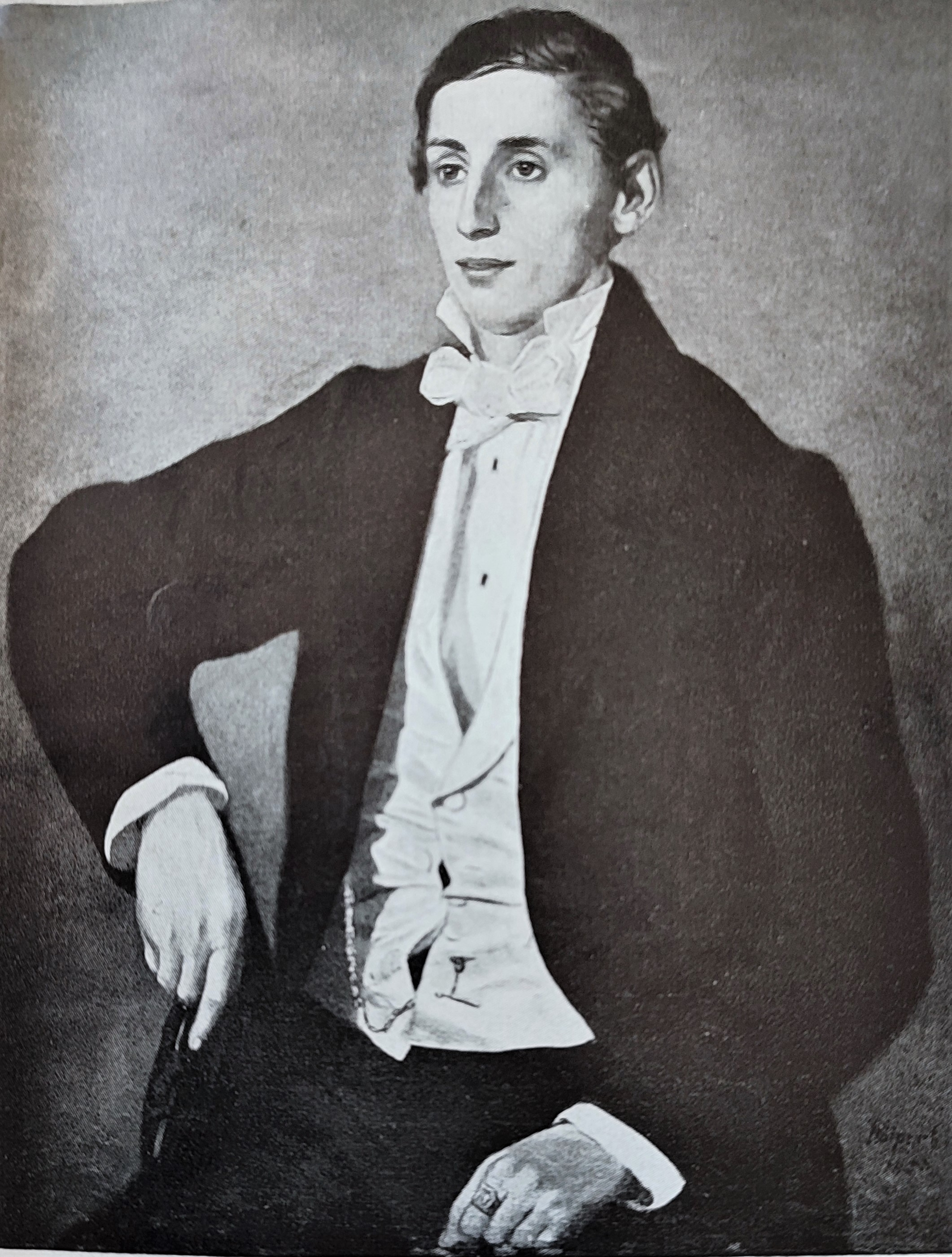
Portrét Václava Jana Sommerschuha
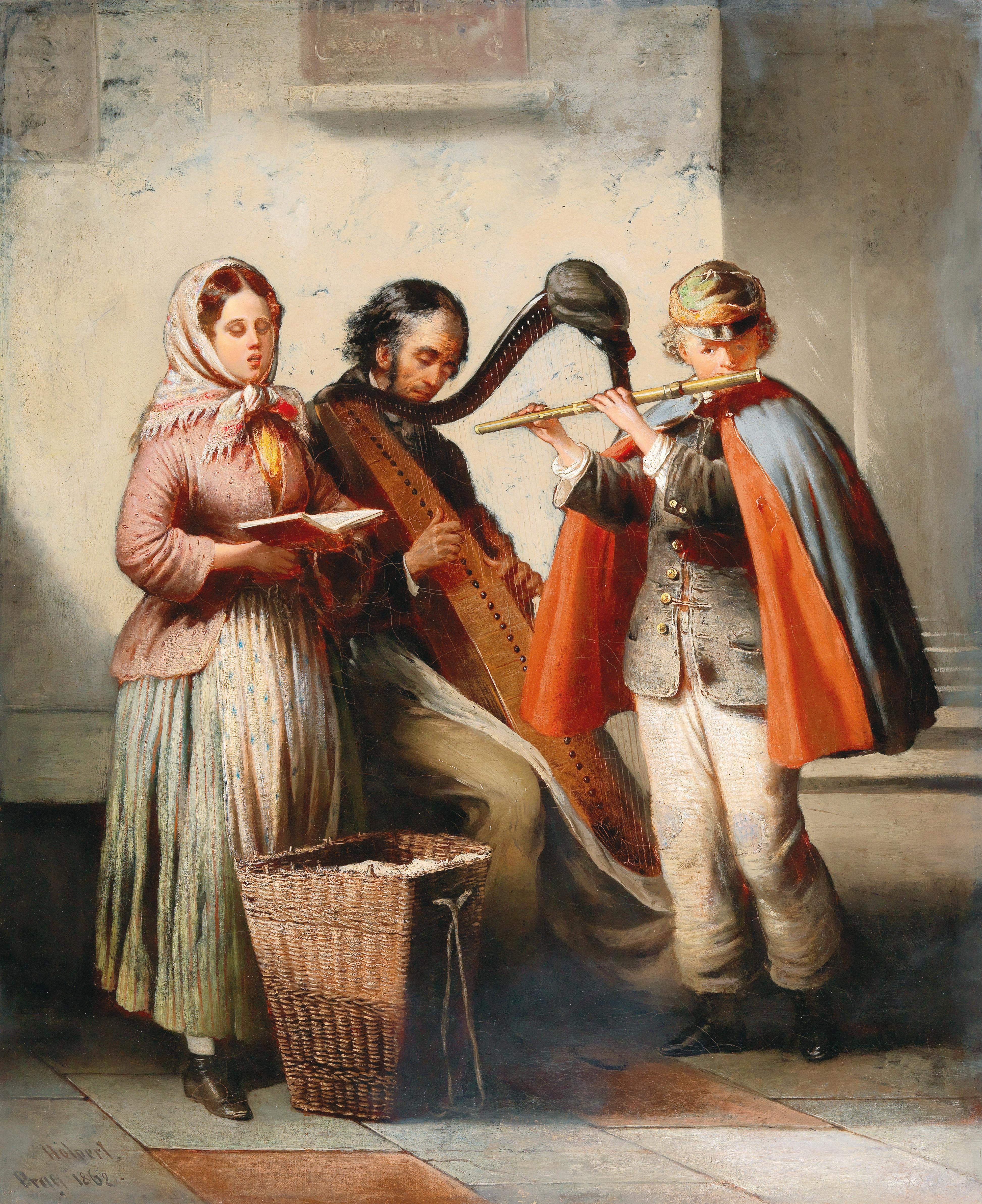
Pouliční muzikanti